# Peter Facklam

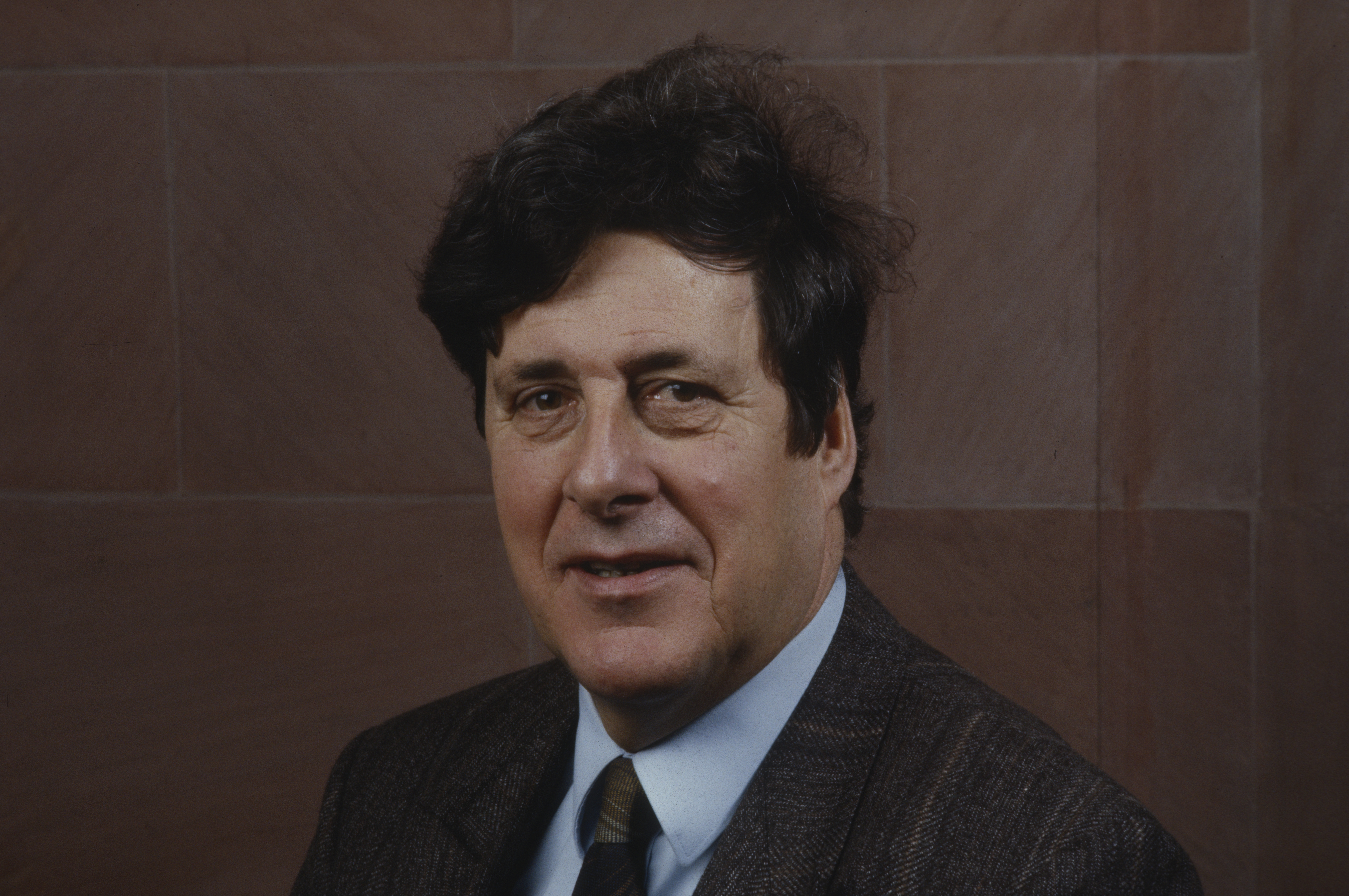
Peter Facklam (1987)

Peter Facklam (geboren am 23. April 1930 in Basel; gestorben am 2. Februar 2023 ebenda) war ein Schweizer Politiker (LDP). Er war von 1980 bis 1992 Regierungsrat des Kantons Basel-Stadt.

## Leben
Peter Facklam ist in Basel aufgewachsen. Er studierte Rechtswissenschaft an den Universitäten Basel und Genf und wurde 1956 promoviert. Sein Doktorvater war Hans Peter Tschudi.
Facklam arbeitete von 1958 bis 1960 beim Ständigen staatlichen Einigungsamt und von 1960 bis 1980 beim Basler Volkswirtschaftsbund, zuletzt als Direktor. Zudem war er Präsident der Christoph Merian Stiftung (CMS).
Von 1974 bis 1980 war Facklam Mitglied des Engeren Bürgerrats, der Exekutive der Bürgergemeinde der Stadt Basel. 1978 präsidierte er ihn.
1980 nominierten die LDP Facklam als Kandidaten für die Regierungsratswahlen. Er konnte für die Partei den Sitz des zurücktretenden Lukas Burckhardt im zweiten Wahlgang verteidigen. Facklam übernahm das Justizdepartement. Bei den Wahlen 1984 wurde er im zweiten, bei den Wahlen 1988 im ersten Wahlgang bestätigt. 1992 verpasste er die Wiederwahl im ersten Wahlgang. Er gab am Tag nach der Wahl seinen Verzicht auf den zweiten Wahlgang bekannt, obwohl er das absolute Mehr nur sehr knapp nicht erreicht hatte. Die LDP stellte darauf Ueli Vischer als neuen Kandidaten auf und konnte mit ihm ihren Sitz erfolgreich verteidigen.
Als Gründe für sein Abschneiden wurden einerseits die Zerstrittenheit der Regierung genannt. Aus Sicht der Bürgerlichen verstiessen die SP-Regierungsräte, insbesondere der im zweiten Wahlgang nicht wiedergewählte Remo Gysin, wiederholt gegen das Kollegialitätsprinzip. Facklam galt als einer der Hauptgegner Gysins. Zudem stiess Facklams Drogenpolitik im bürgerlichen Lager auf Ablehnung. Die Basler Regierung liess damals zur Bekämpfung der offenen Drogenszenen an der Heuwaage, an der Spitalstrasse und beim Kunstmuseum Gassenzimmer einrichten. Dort konnten sich die Heroinkonsumenten unter sauberen Bedingungen Spritzen setzen. Besonders das Gassenzimmer beim Kunstmuseum, in dessen Nachbarschaft viele wohlhabende und einflussreiche Basler wohnten, sorgte für Widerstand. Facklam richtete auch das Amt des Drogendelegierten ein und besetzte es mit dem grünen Zürcher Kantonsrat Thomas Kessler. Sein Nachfolger im Justizdepartement, Jörg Schild, der zuvor als Staatsanwalt noch gedroht hatte, alle zu durchsuchen, die eines dieser Gassenzimmer betreten, führte die Politik Facklams und die Zusammenarbeit mit Kessler fort.
Facklam war in den Amtsjahren 1982/83 und 1989/90 Regierungspräsident.

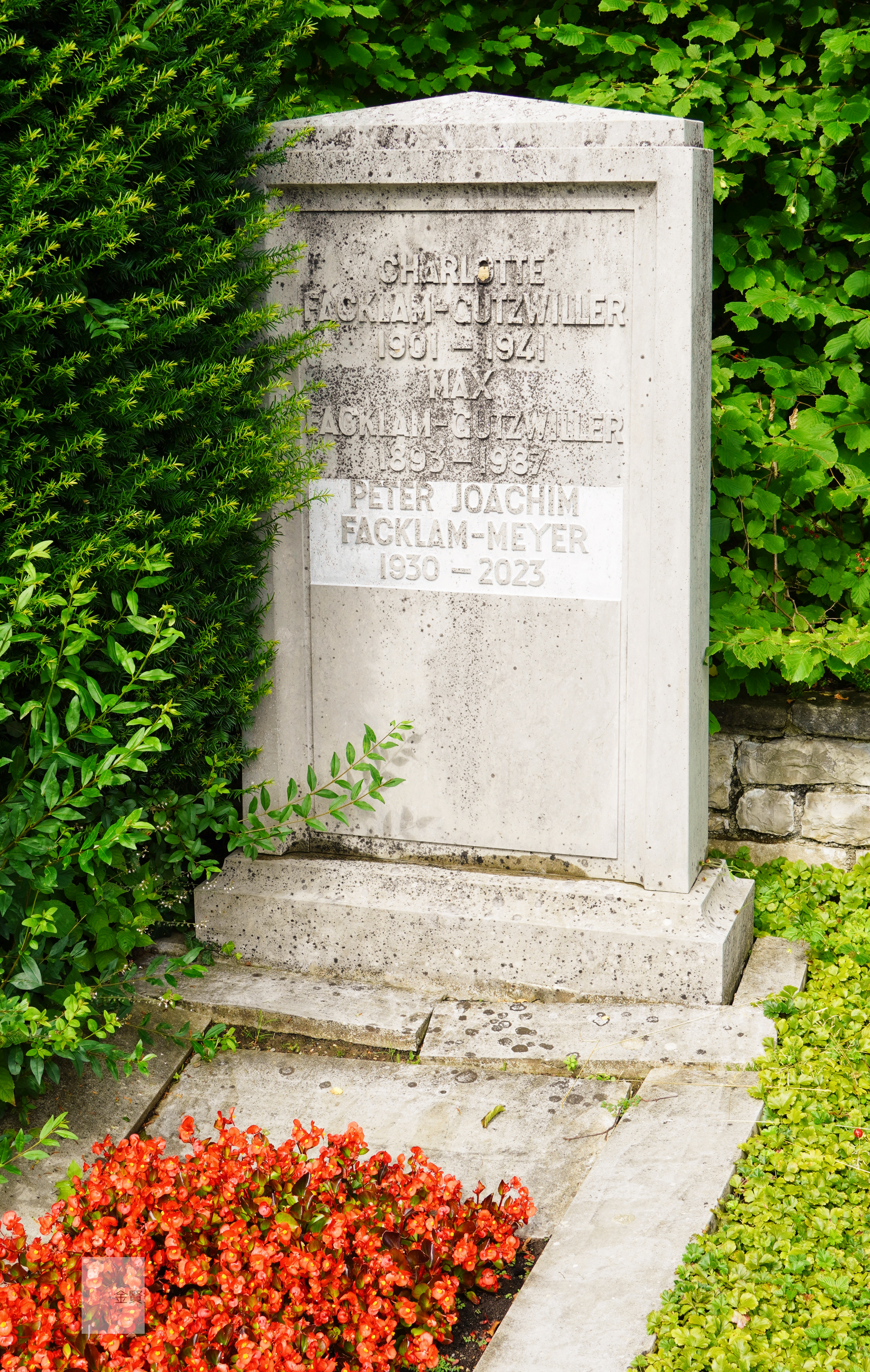
Familiengrab Facklam

Nach seiner Amtszeit als Regierungsrat war er Präsident von SOS-Kinderdorf Schweiz, der Trägerkommission der GGG-Ausländerberatung und der Stiftung Transfer, die sich für Transfer von Wissen über die Marktwirtschaft nach Osteuropa einsetze.
Facklam wurde auf dem Friedhof am Hörnli (Abteilung 3, Sektion 1, Grab 26) in Riehen beigesetzt.